# 戴蒙德城 (北卡羅萊納州)
戴蒙德城（英語：Diamond City）是位於美國北卡羅萊納州加特利縣的鬼鎮。

## 地理
戴蒙德城所處的海拔為高於海平面1米（即3英呎），而該地所採用的時區為UTC-5，即北美东部时区（EST）。同時該地設有夏令時間，為UTC-5調快一小時，即UTC-4（EDT）。